# El Cantarito
El Cantarito är en ort i Mexiko.   Den ligger i kommunen Tempoal och delstaten Veracruz, i den sydöstra delen av landet, 240 km norr om huvudstaden Mexico City. El Cantarito ligger 125 meter över havet och antalet invånare är 468.
Terrängen runt El Cantarito är huvudsakligen platt. El Cantarito ligger uppe på en höjd. Runt El Cantarito är det ganska tätbefolkat, med 72 invånare per kvadratkilometer. Närmaste större samhälle är Tantoyuca, 19,1 km sydost om El Cantarito. Omgivningarna runt El Cantarito är en mosaik av jordbruksmark och naturlig växtlighet.